# アプリマック川

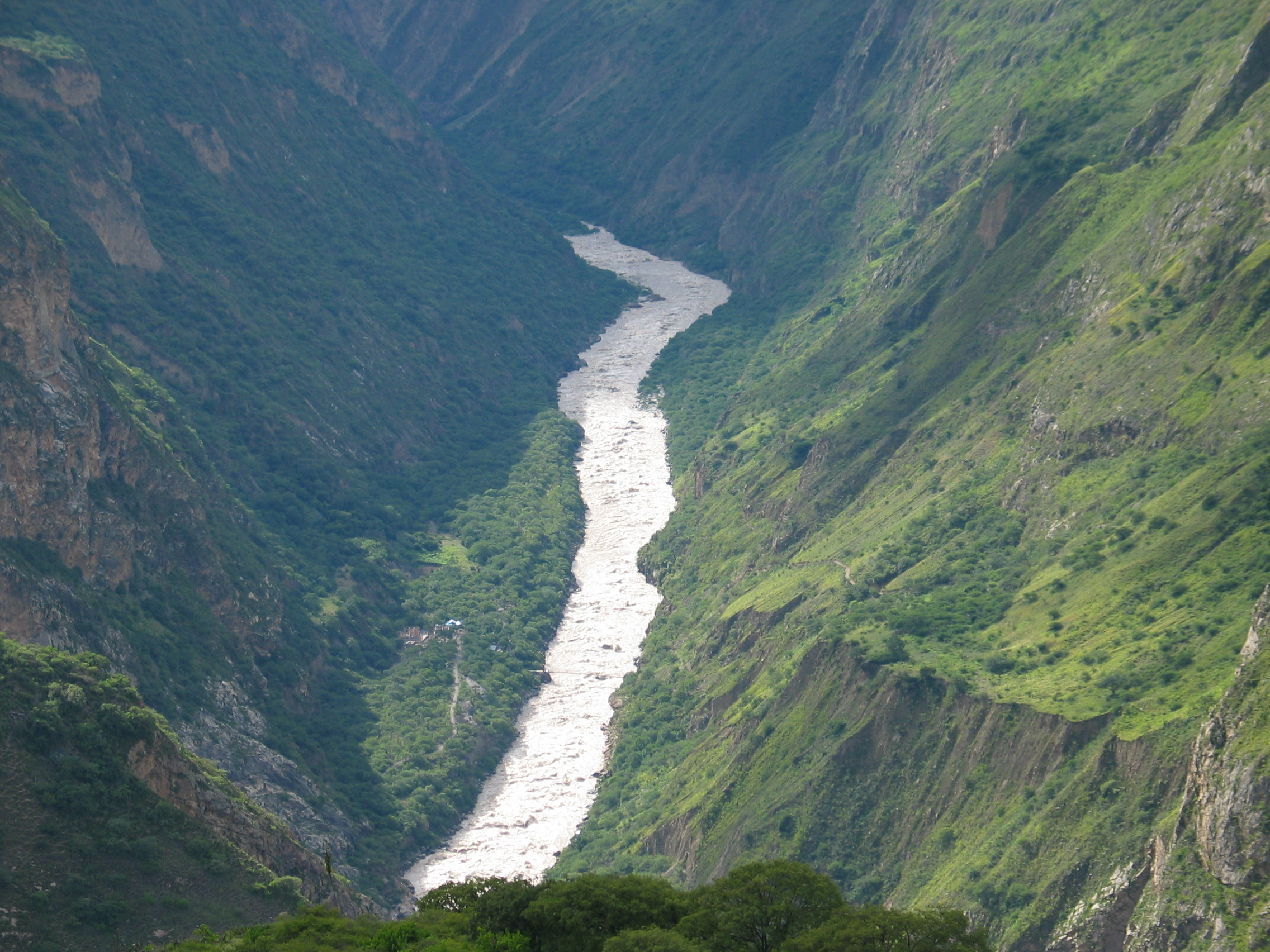
アプリマック川流域

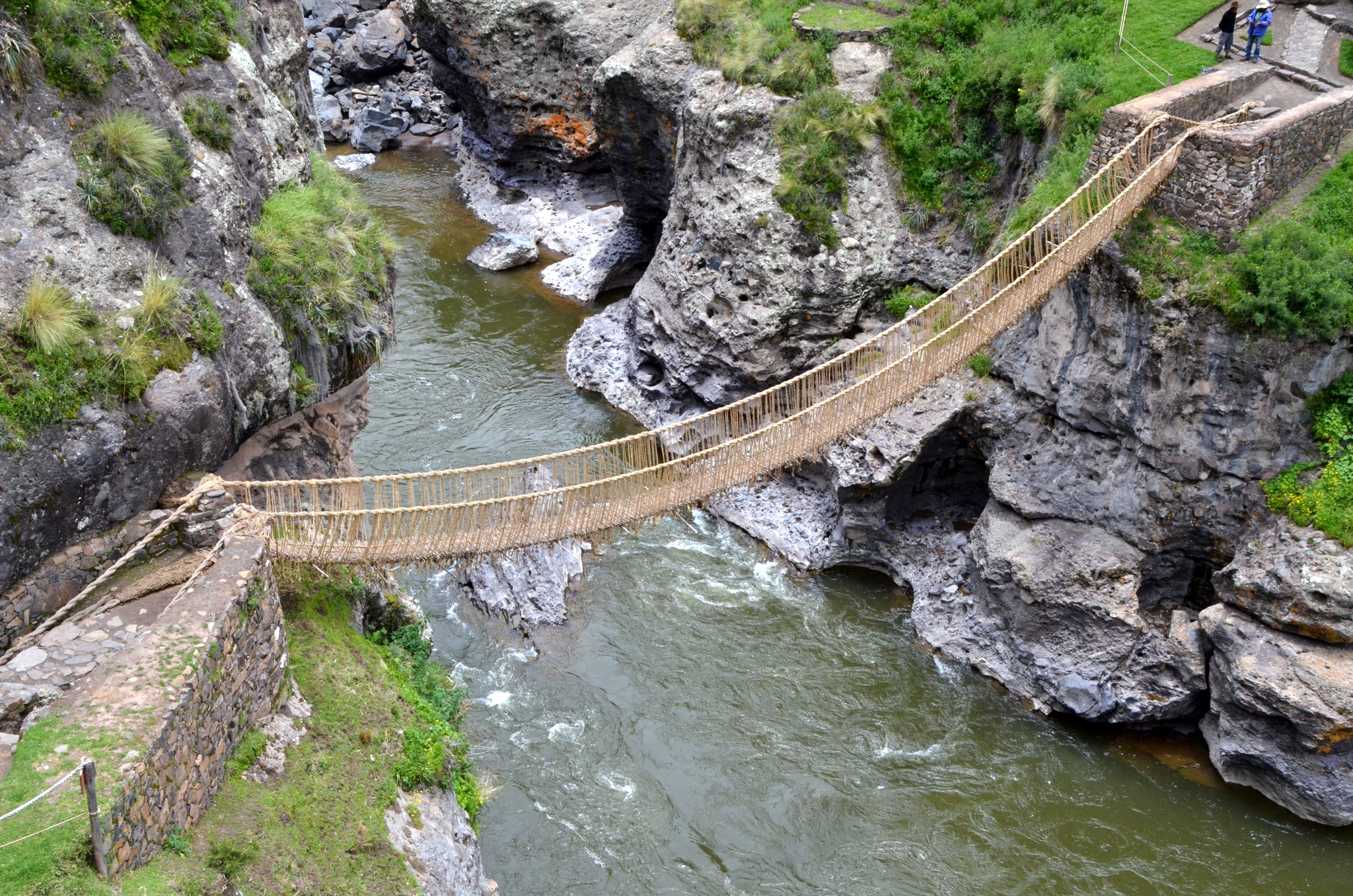
アプリマック川に架けられたインカ式の吊り橋。ケシュワチャカ（ケチュア橋）と呼ばれる。

アプリマック川（アプリマックがわ、スペイン語: Río Apurímac）は、ミスミ山（南ペルーのアレキパ県の標高5,597メートルの高山）の尾根の融氷水を水源とする川。
アプリマック川は世界で最も大きい水系、アマゾン川の水源である。ペルーの南西の山脈にある、Cayllomaの村から10キロメートル (km)、太平洋岸から160 km未満離れたところを源流とする。
アプリマックはケチュア語で「話す神」の意で、アプ (神)＋rimaq（神託、話す）から来ている。
アプリマック川にかけられたインカ道を支える橋ケシュワチャカ（ケチュア橋）は、毎年アリサパナと呼ばれる一家によって作り直される。かつては、インカ道の吊り橋は約200か所かかっていたが、残っているのはケシュワチャカのみである。